# 小国頼久
小国 頼久（おぐに よりひさ、生没年不詳）は、戦国時代の武将。越後上杉氏の家臣。別名・頼季、頼基、通称・主水入道、修理亮、兵庫頭。天神山城（現、新潟市西蒲区岩室）城主で、源頼光の子孫とされる小国氏の末裔。
第一次川中島の戦いでの後詰、越中攻めでの遊軍、佐渡征伐や関東遠征へも参加など、上杉謙信に従って多くの戦に参戦した記録が残されており、さらには謙信から感謝状を賜った記録も残る、小国家中興の祖的な人物。
1573年の軍役帳には子の小国重頼が当主となっている事から、この年以前に隠居ないし死亡したものと思われる。なお、江戸幕府に提出された『 上杉将士書上』の中の上杉二十五将には「大国頼久」とあるが、大国に改姓したのは二代後の大国実頼である。